# Étienne Carjat
Étienne Carjat (Fareins, 28 maart 1828 - Parijs, 19 maart 1906) was een Frans journalist, karikaturist en fotograaf, vooral bekend door zijn portretten van beroemdheden.

## Leven en werk
Carjat leerde in 1858 fotograferen in de studio van portretfotograaf Pierre Petit te Parijs. In 1861 begon hij zijn eigen atelier in de Rue Lafitte, later in de Rue de Pigalle en de Rue Notre-Dame de Lorette. Hij fotografeerde tal van politieke, literaire en andere beroemdheden uit zijn tijd, op uiterst karakteristieke wijze.
Carjat werkte ook als journalist en karikaturist. Hij was oprichter van tijdschriften als Le Diogène en Le Boulevard, waarin hij ook politieke gedichten en satirische schetsen publiceerde. In 1871 ondersteunde hij actief de Parijse Commune.
Carjat overleed in 1906 en liet een enorme hoeveelheid negatieven na. Tegenwoordig maken die hoge prijzen op veilingen. Voor een foto-negatief van Arthur Rimbaud uit 1871 werd in 2003 81.000 euro betaald.

## Publicaties
- Croquis biographiques (1858)
- Les Mouches vertes, satire (1868)
- Peuple, prends garde à toi ! Satire électorale (1875)

## Portretten door Carjat

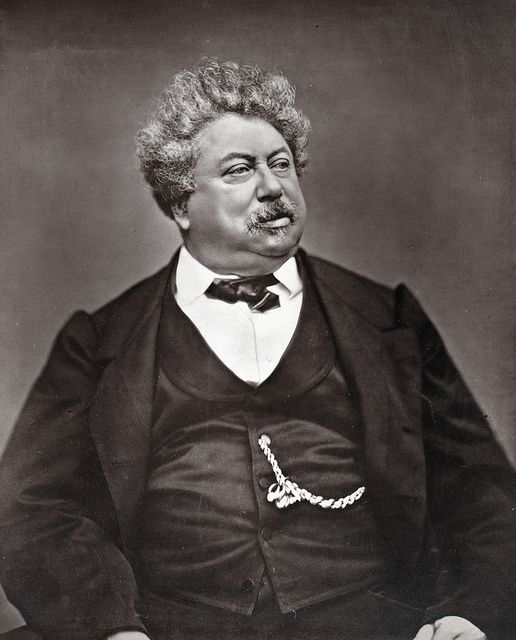
Alexandre Dumas père
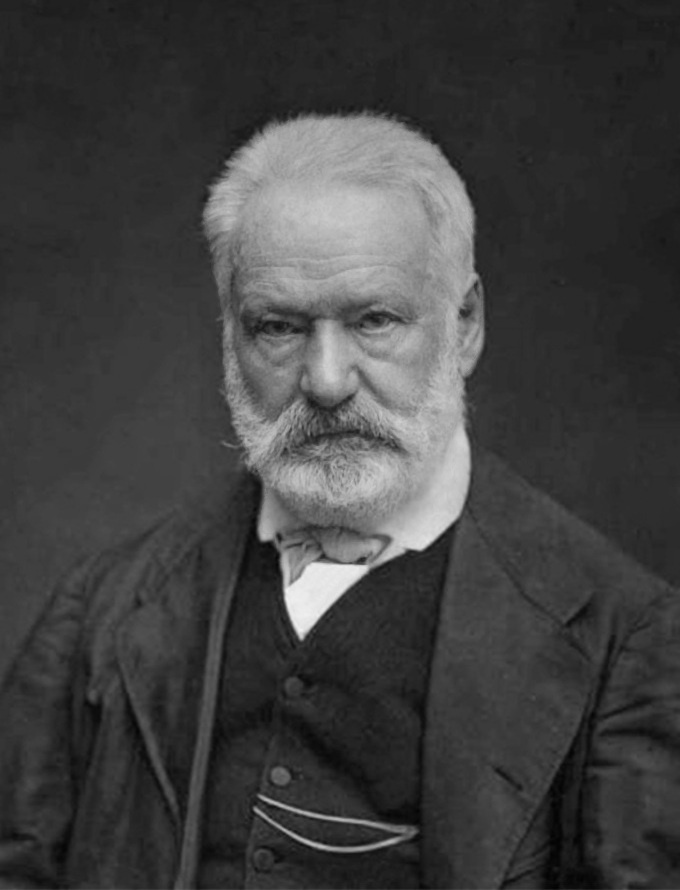
Victor Hugo
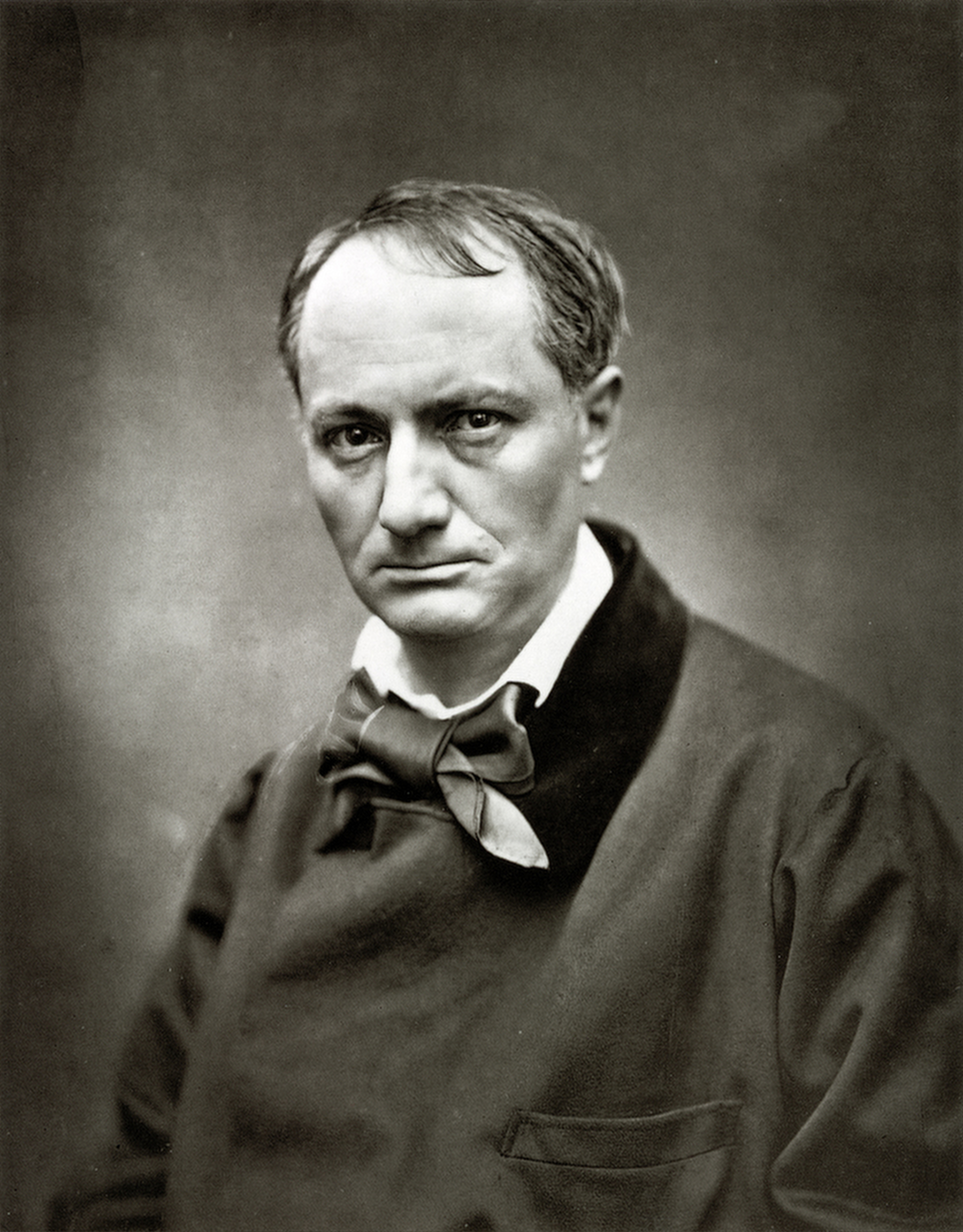
Charles Baudelaire
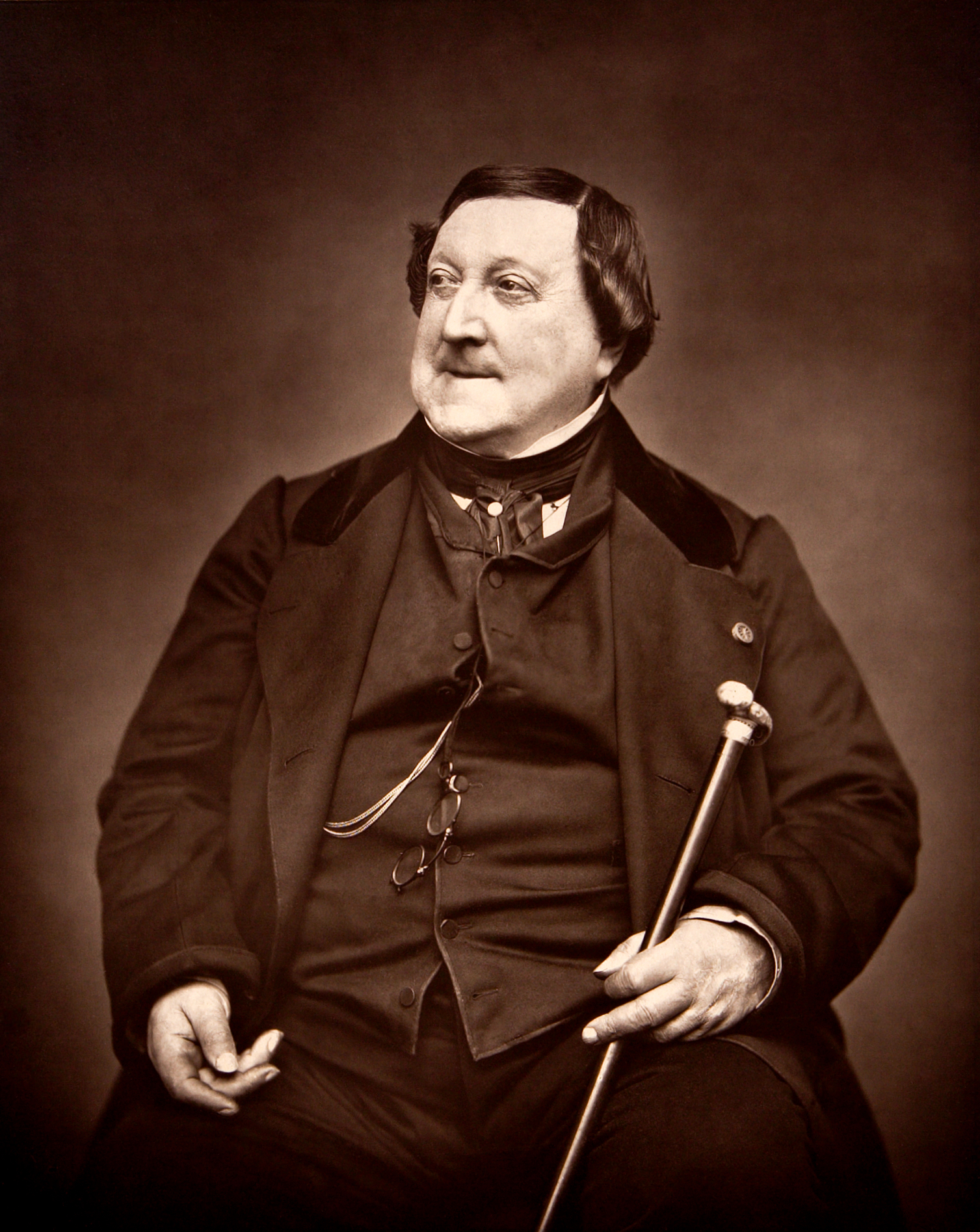
Gioacchino Rossini
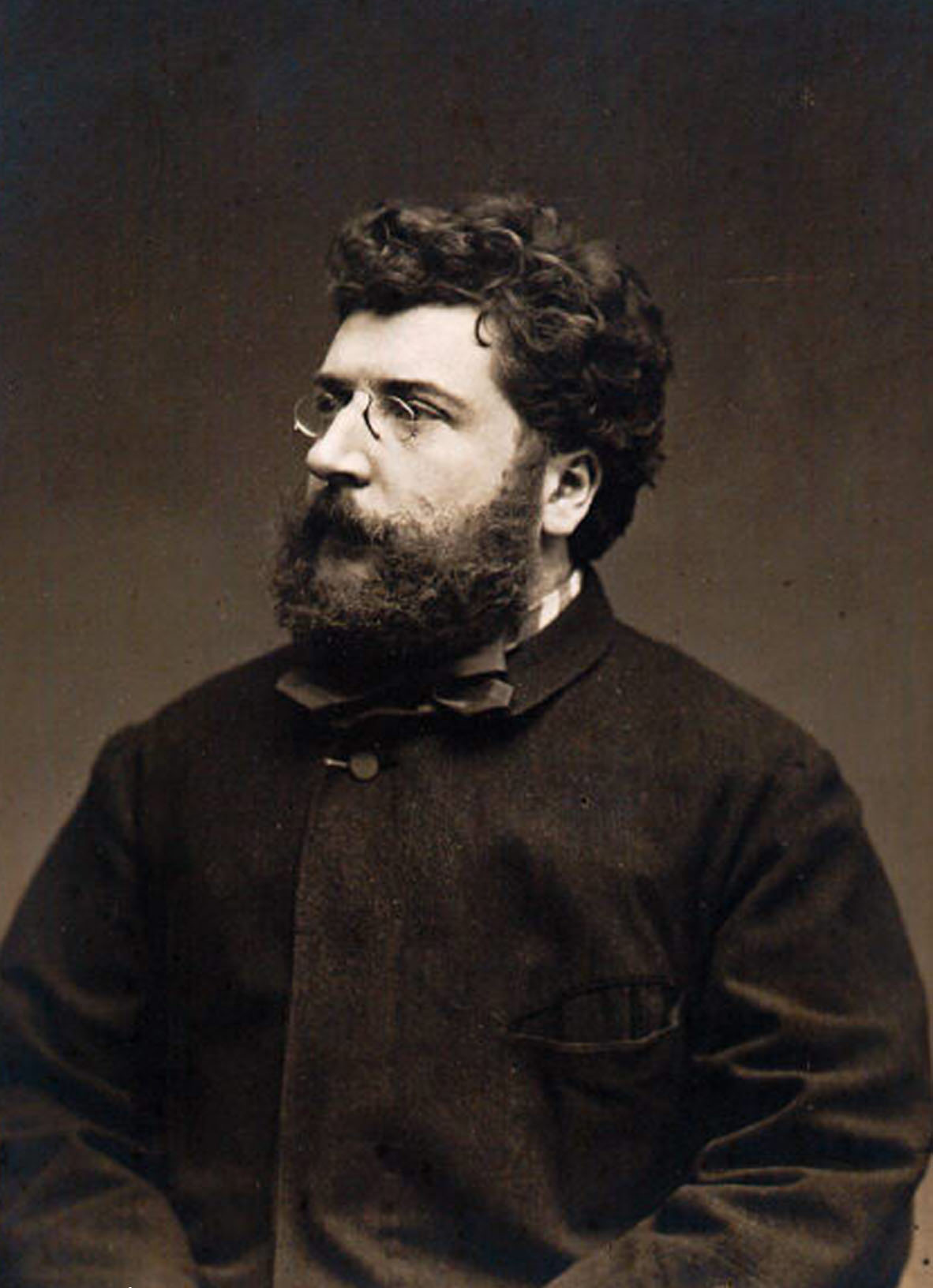
Georges Bizet
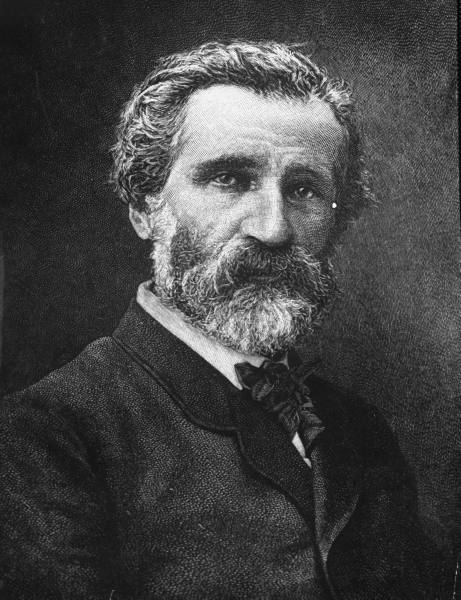
Giuseppe Verdi
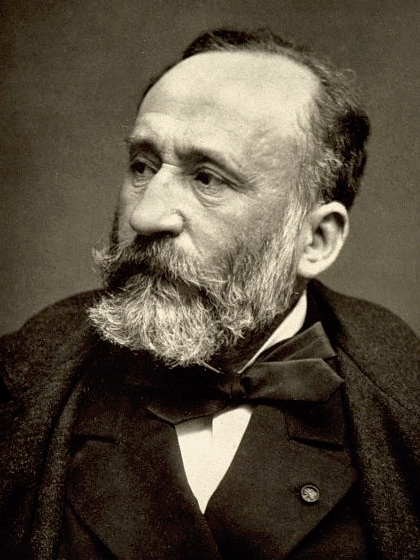
Puvis de Chavannes
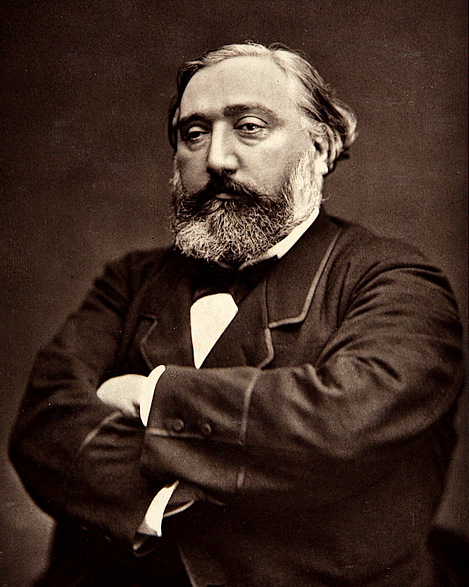
Léon Gambetta
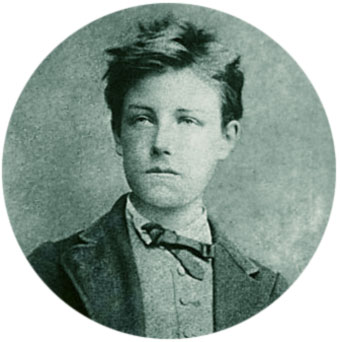
Arthur Rimbaud
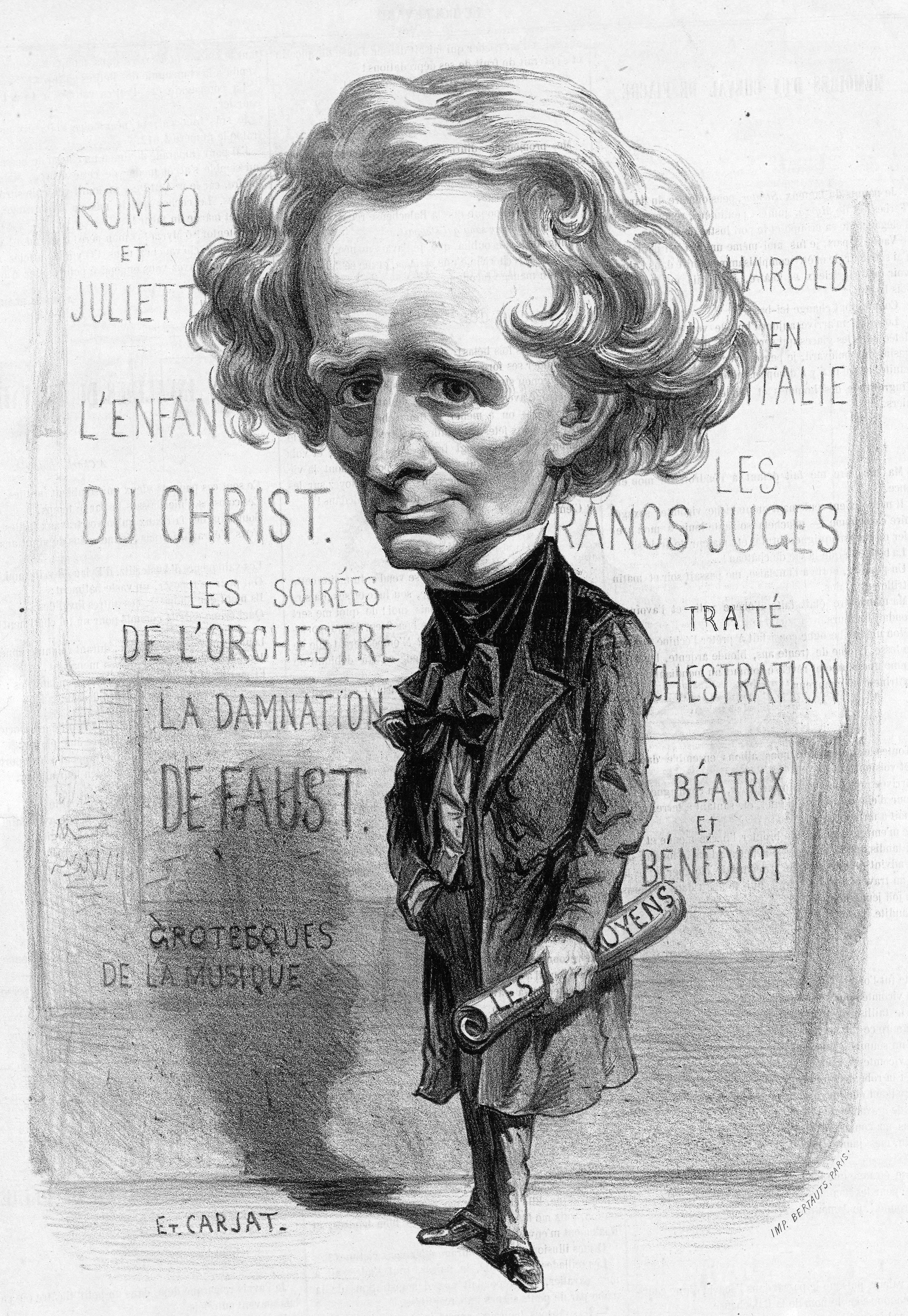
Karikatuur van Hector Berlioz